# Wiązowna (village)
Pour les articles homonymes, voir Wiązowna.
Wiązowna (prononciation : [vjɔ̃ˈzɔvna]) est un village polonais de la gmina de Wiązowna dans le powiat d'Otwock de la voïvodie de Mazovie dans le centre-est de la Pologne.
Le village est le siège administratif (chef-lieu) de la gmina appelée gmina de Wiązowna.
Il se situe à environ 7 kilomètres au nord-est d'Otwock (siège du powiat) et à 23 kilomètres à l'est de Varsovie (capitale de la Pologne).
Le village compte approximativement une population de 980 habitants.

## Histoire
De 1975 à 1998, le village appartenait administrativement à la voïvodie de Varsovie.